# Кырчанское восстание 1675 года
Кырчанское или Кырчано-Сунское восстание — локальное крестьянское восстание 1664—1676 годов под предводительством Ильи (Илейки) Рохина и ряда других деятелей. Явилось заключительным этапом длительного сопротивления сунских крестьян против власти Хлыновского Успенского Трифонова монастыря. На момент наивысшего подъёма (февраль 1675 — февраль 1676 гг.) под контролем крестьян находилась вся южная часть Хлыновского уезда (Сунская и Кырчанская волость), и частично север Казанского уезда.

## Причины
К середине 60-х годов XVII века на ничейных землях между Казанским и Хлыновским уездами поселилось довольно много беглых крестьян, самовольно ушедших из вотчин Хлыновского Успенского, Холуницкого Троицкого и Уржумского Цепочкина монастырей, а также из вятских черносошных сёл и деревень. На этих же землях поселилось много тяглых посадских и приказных людей, а также беглых стрельцов, бежавших от тягот военной службы.
В 1640 году Хлыновский Успенский монастырь получил от небольшой группы вятских оброчных землевладельцев земли «за Кырмыжем дикое раменье». Однако вопреки первоначальным условиям (землевладельцы владели сравнительно небольшой территорией в районе современного села Вожгалы) монастырь прибрал к рукам все земли к югу от реки Кырмыж и до «земли Казанской» (современный юг Кумёнского, Сунский и Нолинский районы Кировской области). Центром этих земель стало село Вознесенское на Суне, отчего и вся эта территория стала называться Сунской монастырской вотчиной. После приобретения новых земель монастырские власти начали активно переселять крестьян из своих старых владений, главным образом из Слободского уезда. Местных же крестьян, считавших себя свободными, новые монастырские власти заставляли платить денежный и натуральный оброки и отрабатывать барщину на монастырской земле. Всё это вело к росту недовольства крестьян. Одним из действенных методов борьбы крестьян за свои свободы была перепись из Хлыновского уезда в Казанский, и как следствие перевод из монастырских крестьян — в ясачные, где повинности были легче.

## Общий ход
В 1664 году крестьяне села Лудяны возбудили подобное ходатайство с просьбой перевести их в «ясашные». Казанский воевода Григорий Куракин просьбу удовлетворил и приписал всех крестьян Сунской земли к Казанскому уезду, а следовательно, к государственной казне.
Однако настоятель Трифонова монастыря архимандрит Сергий обжаловал это решение в Москве. Его поддержал и хлыновский воевода Григорий Козловский, который утверждал, что все спорные деревни и сёла относятся к Берёзовскому стану Хлыновского уезда и принадлежат Трифонову монастырю.
Спор, с учётом удалённости Хлынова от Москвы, а Сунской земли от Хлынова и Казани, затягивался.
Одновременно с юридическим путём закрепления за монастырём земли и крестьян архимандрит Сергий решил действовать силовыми методами. Весной 1665 года он лично, с вооружённым отрядом из служилых монастырских людей, прибыл в село Вознесенское и устроил там «развод». Монахи били крестьян «до полусмерти», вязали и заковывали наиболее непокорных. Сергий обложил село и всю округу единовременным оброком в 200 рублей 10 алтын, а «у кого де денег не было, и у тех брали кафтаны шубные и сермяжные и овчины, а с жён их сарафаны и кресты, и из ушей серги».
Несмотря на репрессии, крестьяне вновь в 1666 году заявили перед казанским воеводой и специальной комиссией из Москвы, что монастырь владеет ими «насильством», но где проходит граница земель, они показать не могли, и дело кончилось ничем. Спор был опять передан в Москву, где Боярская дума и лично царь приняли компромиссное решение — все земли, на которые Трифонов монастырь имел любые документы, отходили в Хлыновский уезд и монастырю, а всё то, на что у монастыря не было документов — отходило в Казанский уезд, в казну.
Однако монастырь опять оспорил решение в Москве, указав на то, что после приобретения земель на них были расселены монастырские крестьяне, переписанные в книгах, «челобитников» села Лудяны архимандрит указал как беглых, а жалобу их ложной.
Для окончательного «развода земель» царь лично послал в 1668 году из Москвы на Вятку отряд во главе со стольником Иваном Алфимовым, приговору которого должны были подчиниться и казанский и хлыновский воевода, архимандрит и все крестьяне. Алфимов подошёл к делу довольно тщательно — рассмотрел все материалы, предоставленные архимандритом, опросил старожилов русских, марийцев и удмуртов и летом 1668 года установил окончательную границу между уездами (и между церковной землёй и казённой). Граница между уездами была установлена по рекам Сардан, Лудяна, Ноли и Вое. Таким образом часть земель отошла от монастыря в казну. Среди них богатое село Лудяна, впоследствии получившее название Лудяны Ясашное, чтобы отличить его от другого села, построенного позднее Трифоновым монастырём вверх по реке Лудяне (Лудяны Монастырское).

## Волнения1668 года
В феврале 1668 года в село Вознесенское на Суне прибыл отряд казанских стрельцов во главе с сотником Юрием Бреховым. Вместе с ними были и челобитчики из Лудян. Целью отряда было изгнать посаженных архимандритом Сергием монастырских людей («старцев и слуг») и перевести село и всю Сунскую землю вновь на ясачное положение. Вознесенские крестьяне (общим числом 50 человек) вместе со стрельцами произвели расправу с монастырскими служителями и теми крестьянами, что были на стороне Сергия. Этих крестьян они «били и грабили, и из ружья вогненного по тех их крестьянах стреляли, и бердыши секли и кололи, и дву старцов да слугу также били на смерть … и церковь божию обрудили, потому что де крестьяне их, бояся того их смертного убойства, уходили в церковь и в трапезу и в паперть, и они де стрельцы, не бояся страха божия, и в церкове и в трапезе и в паперте крестьян их бердыши секли и кололи».
Устранив таким образом монастырскую власть, отряд возвратился в Казань, захватив с собой старцев и слугу, и заключив их в Казани «в крепи многое время».
Однако после размежевания Ивана Алфимова и прикрепления Сунской волости вновь к монастырю архимандрит Сергий опять поставил туда своих людей «для всякой бережи». Но крестьяне вновь отказались подчиняться монастырю.
В августе 1668 года в Вознесенское опять прибыл отряд казанских стрельцов, и вновь, как и в феврале, крестьяне вместе со стрельцами учинили расправу. На этот раз отряд уже не вернулся в Казань, а разместился на постой, не позволяя монастырским крестьянам убирать урожай и грабя их дворы.

## Бунт1675 года
Тем временем царь наконец утвердил акт о разделе земли между Казанским и Хлыновским уездами, и 18 января 1669 года выдал жалованную грамоту Трифонову монастырю. Однако в это же время в Поволжье разгорелось восстание Степана Разина, и монастырское начальство разумно предпочло не принимать пока силовых мер и не принуждать крестьян силой к монастырю. Крестьяне на короткое время оказались фактически независимыми от монастыря.
После подавления восстания Степана Разина по всей стране, в том числе и на Вятке, усилились репрессии в отношении разного рода бунтарей. На Вятской земле, кроме того, было поймано большое число людей Ильи Пономарёва (Долгополова) — одного из сподвижников Разина, устроившего восстание в Ветлужской земле и готовившего подобное на Вятке.
Возможно, на фоне этих событий в 1670 году крестьяне Трифонова монастыря во главе с Ильёй Рохиным открыто отказались подчиниться власти архимандрита и ушли за Вою, в Казанский уезд.
К февралю 1675 года группа разрослась за счёт беглых крестьян, солдат и стрельцов. Повстанцы учинили «бунт и мятеж великий», переправились через Вою и захватили Кырчаны, посадили в острог всех монастырских сторонников и стали править вотчиной сами, «всякие дела судили и росправу чинили, как им угодно».
Желая предотвратить разрастание волнений (к тому времени повстанцы направили свои отряды ко всем вятским городам), гражданские и церковные власти действовали оперативно и довольно искусно. Вместо направления вооружённых отрядов (которые сами могли перейти на сторону восставших) новый архимандрит Иоиль отправил в восставшую волость особо чтимую икону Спаса, а с ней монастырские хлеба в знак примирения. Этим власти посеяли раздор среди восставших, так как часть крестьян по прибытии иконы тут же сложила оружие и перешла на сторону монастыря. Однако меньшая, но наиболее активная часть крестьян не пошла на уступки и отказалась принять мир. В ответ они учинили репрессии уже против сторонников монастыря, убив их лидера, Василия Бурова, а его семью посадив в острог.

## Подавление восстания
Повстанцы продолжали удерживать власть ещё год. 29 января 1676 года умер царь Алексей Михайлович, и по всей стране началась присяга новому царю Фёдору Алексеевичу. Посчитав момент наиболее удобным архимандрит Иоиль с небольшой свитой лично выехал для «уговоров». Однако восставшие не только не пожелали вести переговоры, но и напали на архимандрита и его свиту, едва не убив их. Положение спас Лебяжский дворянин Михаил Скориков, с отрядом вооружённых слуг отбивший у крестьян монахов.
После этого монастырские власти наконец решили обратиться к новому царю за помощью. По указу из Москвы казанский воевода князь Юрий Ромодановский отправил в волость дворянина Соковнина для подавления восстания. Как действовали власти в отношении крестьян, неизвестно, однако восстание довольно быстро было ликвидировано. Тем не менее главные инициаторы и руководители восстания вместе с семьями бежали в Казанский уезд.

## Последствия
Кырчанское восстание 1675 года довольно ярко показало возрастающие противоречия между церковным и государственным землевладением, а также между Москвой, Казанью и Хлыновым. Соборное уложение 1649 года предписывало отбирать у церкви пригородные земли и слободы и приписывать их к посадам, а также запрещало дальнейшее приобретение земли монастырями путём покупки или вкладов в монастырь «на помин души». Продолжая эту политику, государственные люди, особенно на местах, стремились ограничить рост территорий монастырской земли. Не случайно казанские воеводы всячески старались отстоять (вплоть до насильственных мер) Лудянскую, Кырчанскую и Сунскую волости и поддерживали крестьян, переводя их под свою руку. Однако Трифонов монастырь тоже всеми силами старался закрепиться на новых и богатых землях. Монастырь опирался главным образом на власть хлыновского воеводы, а также на сильную поддержку при царском дворе. В конце концов именно Трифонов монастырь вышел победителем в борьбе как против крестьян, так и против казанских начальственных людей..